# UFC 55
UFC 55: Fury foi um evento de artes marciais mistas promovido pelo Ultimate Fighting Championship, ocorrido em 7 de outubro de 2005 no Mohegan Sun Arena em Uncasville, Connecticut. O evento foi transmitido ao vivo no pay-per-view para os Estados Unidos, e depois vendido para DVD.
Esse foi o último evento do UFC, a ser transmitido em uma sexta feira até o UFC 141.
Neste evento o UFC decidiu dar à Arlovski o Cinturão Peso Pesado do UFC, uma vez que o antigo campeão Frank Mir havia sofrido um grave acidente de moto, o que deixou incapaz de competir por algum tempo.

## Resultados
Nota 1 Pelo Cinturão Peso Pesado do UFC; O UFC decidiu dar o cinturão à Arlovski, já que o campeão Frank Mir havia sofrido um acidente de carro e ficaria muito tempo longe dos octógonos.

Nota 2 Sakara chutou Faircloth na virilha acidentalmente e a luta foi declarada Sem Resultado.

## Ligações Externas
1. ↑  Nota 1
2. ↑  Nota 2